# Dänikon
Dänikon är en ort och kommun i distriktet Dielsdorf i kantonen Zürich, Schweiz. Kommunen har 1 867 invånare (2023).